# Ebulizm
Ebulizm - tworzenie się pęcherzyków gazu w płynach ustrojowych z powodu zmniejszenia ciśnienia środowiska. Powoduje go spadek temperatury wrzenia w związku z niższym ciśnieniem. Objawia się występowaniem pęcherzyków gazu w błonach ust i oczu, baniek powietrza w krwi oraz obrzękami skóry. Może spowodować odcięcie dopływu tlenu do mózgu i krwotoki w płucach, przez co prowadzi do śmierci, jeżeli ofiara nie zostanie poddana rekompresji.